# آب‌بندی تخلخل

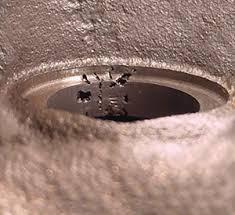
عیوب ناشی از ریخته‌گری و وجود تخلخل

آب‌بندی تخلخل از طریق فرآیند اشباع خلاء انجام می‌شود.اشباع خلاء یک فرآیند ترجیحی OEM است که مسیرهای تخلخل و نشتی را در قطعاتی که در طی فرآیند ریخته گری یا قالب گیری شکل می‌گیرند مانند ریخته گری فلزی، قطعات فلزی متخلخل و ریخته گری های الکتریکی ، مهر‌و‌موم می‌کند. اشباع خلاء ، تخلخل ناشی از ریخته گری را متوقف می‌کند (پدیده ای که در فرآیند تولید دایکاست رخ می‌دهد و به سازندگان اجازه می‌دهد تا از قطعاتی استفاده کنند که در غیر این صورت از بین می‌رفتند.)
تخلخل به طور طبیعی رخ می‌دهد و در اکثر مواد یافت می‌شود. تخلخل در ریخته‌گری‌های فلزی ، معمولاً هر فضای خالی در نظر گرفته می‌شود. تخلخل در ریخته گری می‌تواند در اثر تشکیل گاز یا انجماد در زمانی که فلز از حالت مایع به حالت جامد منتقل می‌شود، ایجاد‌ شود. بسته به نوع ریخته گری، اندازه این تخلخل می‌تواند از کمتر از 1 میکرون تا حفره های بزرگتر از 10 میلی‌متر متغیر باشد.
عیوب ریخته گری ناشی از تخلخل می تواند بر یکپارچگی ساختار قطعه تأثیر بگذارد و نقطه شکست ایجاد کند.همچنین تخلخل می تواند باعث کاهش استحکام قطعه شود. اگر قطعه برای نگهداری گازها یا سیالات طراحی شده باشد، این عیوب بر عملکرد تأثیر می گذارند. 

## استانداردهای فرآیند
اشباع خلاء توسط استاندارد نظامی MIL-I-17563C و MIL-STD-276A و همچنین مشخصات متعدد اختصاصی و مدنظر مشتری کنترل می‌شود.
MIL-I-17563 ، درزگیر اشباع را آزمایش می‌کند. MIL-I-17563C نشان می‌دهد که درزگیر با کاربرد سازگار است و در طول عمر قطعه تحلیل نمی‌رود یا خراب نمی‌شود. MIL-STD-276A فرآیند اشباع را آزمایش می کند و استانداردهایی را برای پردازش جهت آب‌بندی قطعات و آزمایش اثربخشی فرآیند ارائه می‌دهد. 

## روند
فرآیند اشباع خلاء مسیرهای‌ نشت داخلی را می‌بندد تا نشتی نداشته باشد و برای استفاده مناسب باشد. در آب بندی قطعات ریخته گری در برابر تخلخل، قطعات از طریق چهار مرحله زیر پردازش می‌شوند:

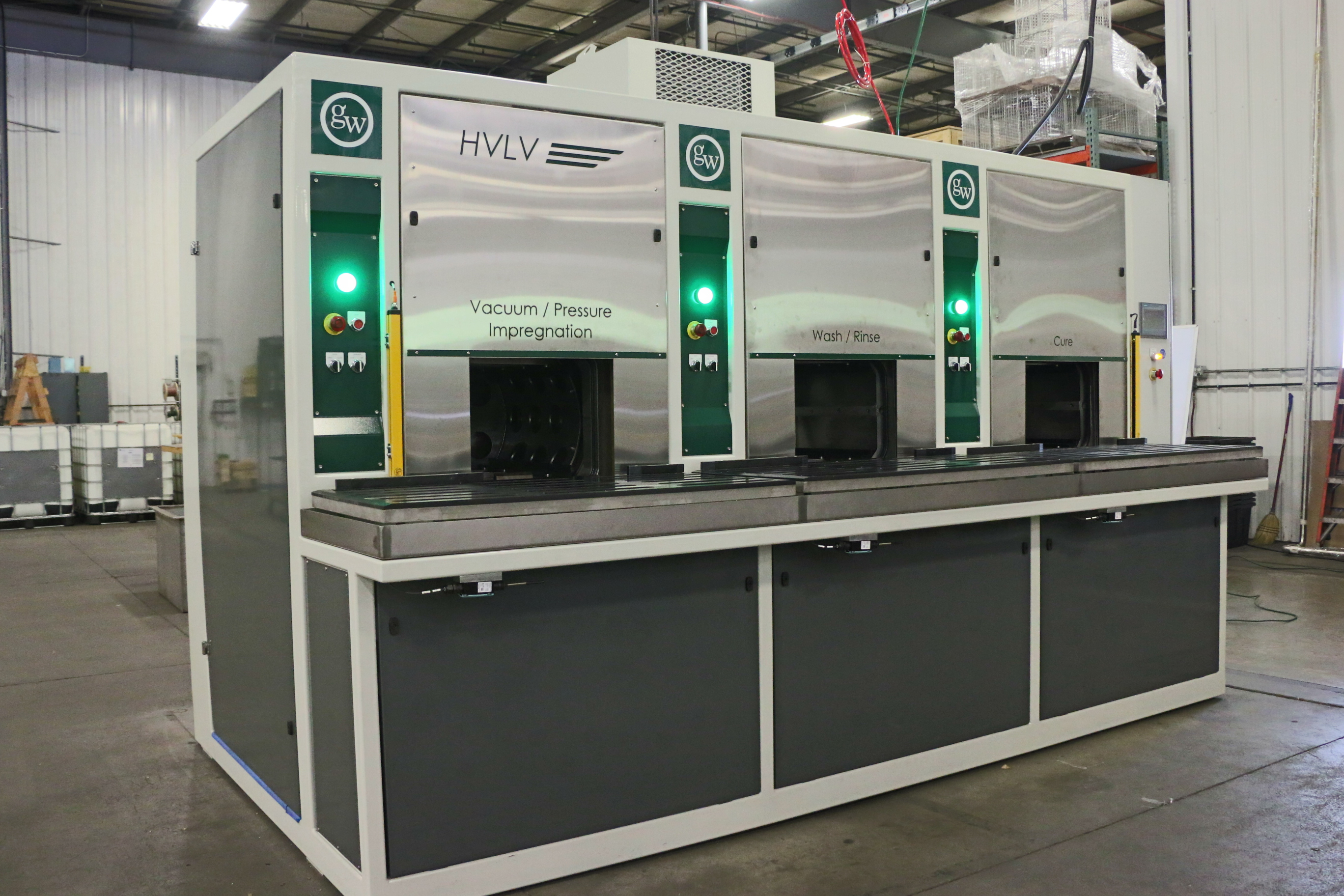
دستگاه ایجاد خلاء

1. محفظه اشباع: اپراتور محفظه را آب بندی کرده و خلاء ایجاد می‌کند. این امر باعث حذف هوا در مسیرهای تخلخل و نشتی در دیوار ریخته‌گری می‌شود. سپس قطعات با درزگیر پوشانده می‌شوند و فشار مثبت اعمال می‌شود زیرا انرژی بیشتری برای نفوذ درزگیر در تخلخل نسبت به تخلیه هوا مورد نیاز است. سپس اپراتور فشار را رها کرده و محفظه را تخلیه می‌کند.
2. بازیابی اضافی درزگیر: اپراتور از طریق نیروی جاذبه، چرخش یا نیروی گریز از مرکز، درزگیر اضافی را خارج می‌کند.
3. مرحله شست‌وشو: اپراتور اضافه‌ی درزگیر را از مسیرهای داخلی، شیرها، منافذ و بخش‌های‌ مختلف قطعه شست‌وشو می دهد.
4. مرحله پخت: اپراتور درزگیر آغشته شده را در مسیر نشت پلیمریزه می‌کند. [۴]

فرآیند اشباع خلاء باید قبل از مونتاژ نهایی انجام شود. به طور خاص در فرآیند ریخته‌گری فلزات، اشباع خلاء باید پس از ماشین‌کاری‌نهایی انجام‌شود. ماشین‌کاری نهایی ممکن است هر گونه تخلخل را در معرض دید قرار دهد و یک مسیر نشتی ایجاد کند. این مسیرها می‌توانند باعث نشت مایعات و گازها از ریخته گری شوند و باعث عدم تطابق و غیرقابل استفاده‌شدن قطعه شوند. 

## کاربردهای رایج
تخلخل در اکثر فرآیندهای تولیدی رایج است و در صورتی یک عیب محسوب می‌شود که به هم متصل باشد و مسیر نشتی ایجاد کند که می‌تواند یکپارچگی ساختار و عملکرد قطعه را تحت تاثیر قراردهد. اشباع خلاء به دلایل زیر تخلخل و مسیرهای نشتی را آب بندی می کند.

### بستن مسیرهای نشت
دلیل اصلی استفاده از فرآیند اشباع خلاء بر روی هر نوع ریخته‌گری تحت فشار، فلز پودری، پلاستیک و غیره... ،بستن مسیرهای نشت است. اشباع خلاء با آب بندی مسیرهای تخلخل و نشتی ، از نشت مایعات و گازها جلوگیری می‌کند. اگر مسیرهای نشتی آب بندی نشده‌باشند، ممکن است مایعات یا گازها از قطعه نشت کنند.

### بهبود ماشینکاری
اشباع برای بهبود فرآیند ماشین‌کاری در متالورژی پودر استفاده می‌شود. عملیات ماشین ثانویه، مانند سوراخ کردن، ضربه زدن، یا برش، فقط اندکی موفقیت آمیز است، زیرا فضای خالی بین ذرات باعث ایجاد صدای ابزار، کاهش عمر ابزار و کاهش کیفیت می‌شود. اشباع خلاء تک تک دانه‌های فلز پودری را در طول ماشینکاری تثبیت و پشتیبانی می‌کند. اشباع خلاء با کارآمدترکردن آن، حذف صدای ابزار و بهبود سطح ماشین‌کاری، ماشین‌کاری را بهبود می‌بخشد.

### منع خوردگی
عملیات آبکاری ، قطعات را در محلول‌های اسیدی غوطه ور می‌کند. اسید باقی‌مانده می‌تواند به داخل تخلخل نفوذ کند که باعث خوردگی می‌شود. آب‌بندی اجزا قبل از آبکاری باعث از بین رفتن خوردگی می‌شود.

### افزایش پایان ثانویه
تخلخل ممکن است روغن‌ها، سیالات، سیال‌های سوارخ‌کننده ، پاک‌کننده‌های پیش از آبکاری و اسیدها را جذب کند. اگر تخلخل بسته نشده‌باشد، هر گاز یا مایعی ممکن است با خارج شدن بر روی آن تأثیر بگذارد. بستن مسیرهای نشتی قبل از اتمام ثانویه، هرگونه حالت خرابی را که ممکن است ناشی از گازهای خروجی یا ناسازگاری با مواد شیمیایی باشد از بین می‌برد.

### یکپارچگی قطعه را بهبود بخشید
از اشباع خلاء می‌توان به عنوان بهبود یکپارچگی قطعات ساخت افزودنی استفاده کرد. یک قطعه ساخت افزودنی به اندازه یک قطعه ساخته شده از فرآیندهای تولید سنتی متراکم نیست - و مانند آن دارای استحکام نیست. برای تقویت مواد آن می توان از اشباع خلاء استفاده کرد. همانطور که درزگیراشباع خلاء در سوراخ‌ها سخت می‌شود، یک پیوند بین لایه‌های قطعه ایجاد می‌کند. این امر چگالی قطعه را افزایش می‌دهد.

## مواد رایج

### تولید افزودنی
قطعاتی که از طریق فرآیند تولید افزودنی ایجاد می‌شوند، مستعد همان تخلخلی هستند که با روش‌های سنتی‌تر ایجاد می‌شوند. تخلخل‌ذاتی ، مربوط به خواص مواد و تکنولوژی است. دو ماده اولیه‌ای که آب‌بندی اشباع خلاء را تحت تاثیر قرار می‌دهند، پلاستیک و فلز متخلخل هستند. 

### ریخته‌گری تحت فشار
قالب های ریخته‌گری تحت فشار و قالب های دائمی معمولاً دارای تخلخل داخلی هستند. این تخلخل عموماً در عمیق ترین سطح مقطع قطعه است و به پوست بیرونی گسترش نمی‌یابد. اما اگر قطعه نیز ماشین‌کاری شود، تخلخل داخلی آشکار می‌شود و در صورت تحت فشار قرار گرفتن قطعه نشت می‌کند. ریخته گری ماشینی که نیاز به نگه داشتن سیالات دارند (هندسه‌های ورودی، اتصالات خنک کننده، جعبه های انتقال، محفظه پمپ و اجزای قدرت سیال) به طور معمول با استفاده از رزین‌های اکریلیک مادام‌العمر آب‌بندی می‌شوند. از آنجایی که درزگیر داخل قطعه است، ابعاد بیرونی و ظاهر قطعه بدون تغییر است.

### الکترونیک
در این قسمت ها پین و سیم های‌فلزی در محفظه پلاستیکی تعبیه شده است. هنگامی که قطعات در طول ساخت یا استفاده معمولی گرما را تجربه می‌کنند، پلاستیک و فلز با سرعت‌های متفاوتی منبسط می‌شوند. این انبساط باعث ایجاد حفره‌های میکروسکوپی بین مواد می‌شود. در حالی که این مسیرهای نشتی اجتناب ناپذیر هستند، در صورت عدم آب‌بندی می‌توانند باعث خرابی شوند. 

### متالورژی پودر
اجزای متالورژی پودر (PM) به چهار دلیل اصلی آب بندی می‌شوند.
اولین مورد این است که قطعات PM برای جلوگیری از نشت مایعات یا گازهای تحت‌فشار آب‌بندی می‌شوند. کاربردهای PM برای هوای فشرده، جابجایی سوخت یا محفظه‌های هیدرولیک رایج و موثر هستند. با این حال، منافذ آن‌ها باید ابتدا بسته شوند. اگر منافذ آب‌بندی نباشد، سیالات یا گازها از قطعه نشت می‌کنند. آب‌بندی قطعات باعث تغییر مشخصات ابعادی یا عملکردی قطعه نمی‌شود.
قطعات PM قبل از آبکاری و برای کاهش خوردگی داخلی آب‌بندی می‌شوند. عملیات آبکاری معمولا شامل غوطه‌ورکردن قطعات در محلول‌های اسیدی است. پس از آبکاری، اسید باقی‌مانده در داخل قطعه می‌تواند باعث خوردگی شود ویا مانع از پوشش قابل قبول پوسته شود. راه حل این مشکل، آب‌بندی حفره‌های داخلی قبل از آبکاری است. همانطور که در بالا توضیح داده شد، تخلخل به مونومر آغشته شده و سپس کاملاً از سطح پاک می‌شود. رزین به یک پلیمر بادوام تبدیل می‌شود. بنابراین، فلز سطح در معرض آبکاری آزاد است در حالی که فضاهای داخلی خشک می‌شوند.
فلز پودر نیز برای افزایش قابلیت نگهداری آغشته می‌شود. ماشینکاری قطعات‌PM به طور کلی دشوار است و برخی از ترکیبات ممکن است بدون خراب کردن ابزاربرش قابل ماشینکاری نباشند. عملیات ثانویه ماشین، مانند سوراخ کردن، ضربه زدن، یا برش، مختل می‌شود، زیرا فضای خالی بین ذرات باعث ایجاد صدای ابزار، کاهش عمر ابزار و کاهش کیفیت پرداخت می‌شود. اشباع خلاء تک‌تک دانه‌های فلز پودری را در طول ماشینکاری تثبیت و پشتیبانی می‌کند. این کار ماشین‌کاری را با کارآمدتر کردن، حذف پچ‌پچ ابزار و بهبود پرداخت ماشین‌کاری بهبود می‌بخشد.
تخلخل فلز پودری، روغن ها، سیالات، سیال‌های‌سوراخ‌کننده، پاک کننده‌های پیش از آبکاری و اسیدها را جذب می‌کند. اگر تخلخل بسته نشده باشد، مایعات ممکن است از آن خارج شوند و بر روی پرداخت تأثیر منفی بگذارند. آب بندی تخلخل قبل از پرداخت‌های ثانویه، هرگونه حالت خرابی را که ممکن است در اثر تخلیه پیش تصفیه ایجاد شود، از بین می‌برد. 